# Табор (окръг)
Вижте пояснителната страница за други значения на Табор.
Окръг Табор (на чешки: Okres Tábor) е един от 7-те окръга на Южночешкия край на Чехия. Административен център е едноименният град Табор. Площта на окръга е 1326,01 km², а населението – 102 768 жители (гъстотата на населението е 78 души на 1 km²). В окръга има 110 населени места, в това число 9 града и 2 места без право на самоуправление.